# Santuario de los Ángeles
El Santuario de los Ángeles (Santuari dels Àngels) es uno de los santuarios más visitados y de más devoción de las tierras gerundenses, y en él se venera a Nuestra Señora de los Ángeles. Se encuentra en la cumbre del Puig Alt, en el Macizo de las Gavarras, en el término municipal de San Martivell (Gironés). Salvador Dalí se casó en ese santuario con su esposa Gala en 1958.
El santuario tiene un espacioso camarín, un pequeño órgano y una sala para la exposición de los numerosos exvotos que ofrecen los peregrinos. Junto a la capilla hay una hospedería. Desde el santuario se disfruta de una buena vista sobre el Alto y Bajo Ampurdán, el Gironés y la Selva y limitan en su horizonte con los Pirineos, el Montseny y el mar. La fiesta de la Santa María de los Ángeles y del santuario es el 2 de agosto. El edificio es una obra incluida en el Inventario del Patrimonio Arquitectónico de Cataluña.

## Historia

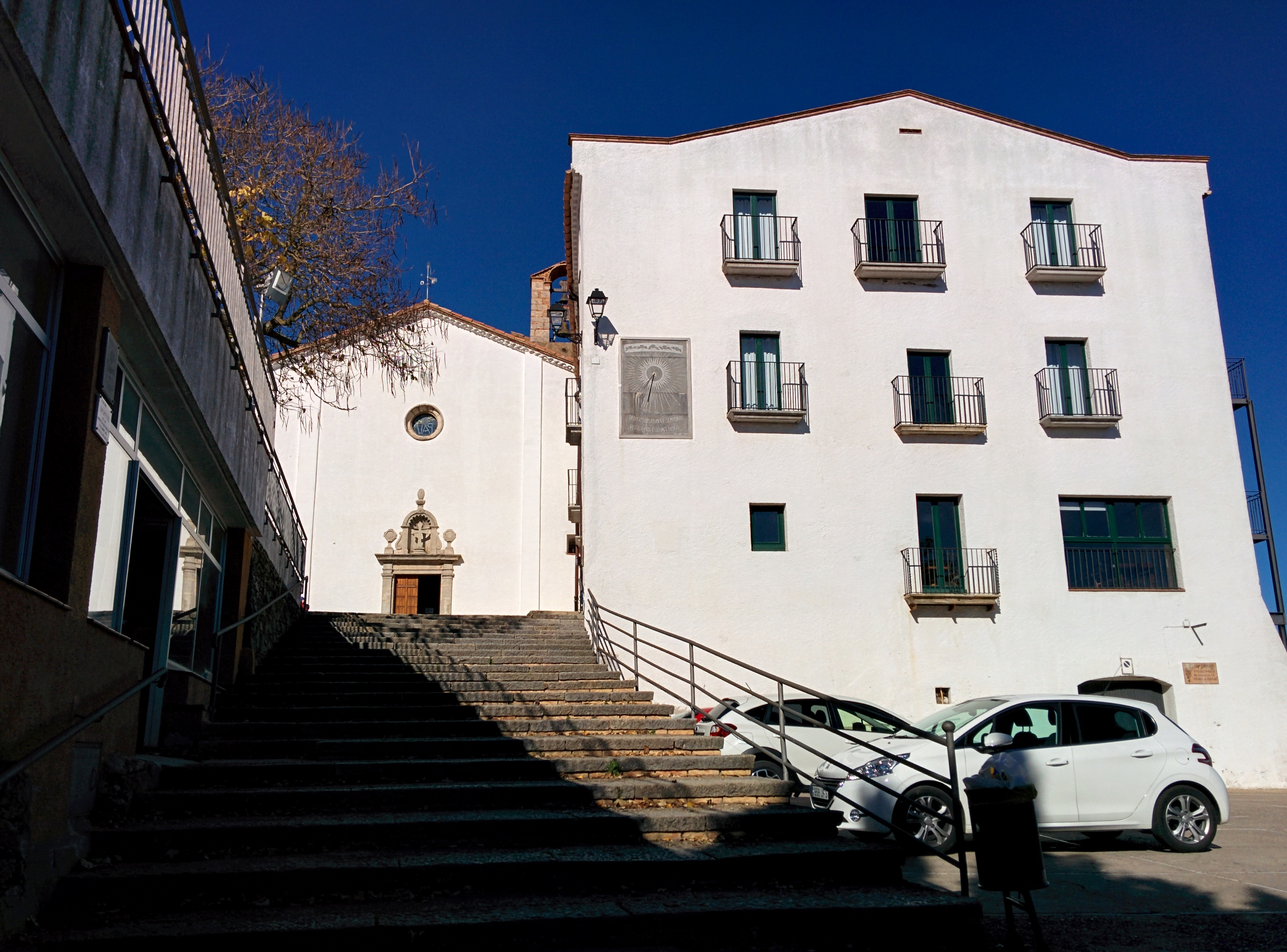
Vista de la iglesia y la hospedería

El primer hecho probado es que en 1409 el alcaide de San Martivell concedió una licencia a Martí de Lago y Guillamos de Casadamont, de la misma parroquia, y a Blai de Vilademuls, tejedor de Gerona, para construir una capilla dedicada a la Santa María de los Ángeles. El terreno era propiedad de Casadamont, hasta que en 1412 lo vendió a la iglesia. Las obras de la iglesia duraron del 1409 al 1420 o 1423. Desde el 1424 los obispos de Gerona concedían indulgencias a los que visitaban la capilla y ofrecían limosnas, que servían para comprar ornamentos. Especialmente generosa fue la donación de los señores de Púbol, Bartomeu de Corbera y Margarita de Campllong, en 1437: un retablo pintado con la Virgen en el centro. Los habitantes de Gerona acudían al santuario en procesión para obtener ayuda y prevenir inundaciones, pestes, guerras y bandoleros. Poco a poco, en muchos pueblos cercanos nació la costumbre de peregrinar anualmente al santuario.
En 1710, durante la Guerra de Sucesión, fue saqueado y desapareció la imagen medieval. En el siglo XVIII se hizo un edificio de nueva planta que se acabó en 1735. Entre 1718 y 1735 el templo pasó a tener cuatro capillas laterales, dedicadas al Sant Drap, a los cuatro Santos Mártires, a la Virgen del Rosario y al Santo Cristo; además, se adosó un retablo de madera dorada al altar mayor y se rehízo el camarín, donde a partir de 1772 destacaba una nueva imagen de la Virgen María con unos ropajes que traducían la riqueza y la importancia del santuario.
Después fue incendiado durante la Guerra de Independencia Española, en 1809, y fue reconstruido poco tiempo después, en unas obras que se iniciaron en 1814 y no acabaron hasta el tercer cuarto del siglo XIX. En verano de 1936, durante los disturbios anticlericales a principios de la Guerra Civil Española, el templo sufrió grandes desperfectos. Fue convertido en cuartel y una vez acabada la guerra se quiere recuperar como santuario. En la década de los 1960 el arquitecto Narcís Negre hizo las reformas definitivas. Con el importante peregrinaje de 1941 y con la ayuda desinteresada de fieles cristianos, se reconstruyó. La imagen actual de Santa María de los Ángeles, de grandes dimensiones, fue realizada por Josep Espelta en 1943. Detrás de la imagen están escritos una parte de los Gozos, muy conocidos por los fieles devotos: "Madre y Reina de los Ángeles, a todo mal danos remedio, Vos que tenéis miles de ángeles, posados a vuestro servicio".

### Boda de Salvador Dalí
El Santuario de los Ángeles acogió la boda de Salvador Dalí y su esposa Gala el 8 de agosto del año 1958, en una ceremonia íntima, y en la que no se realizaron fotografías, a la que solamente acudieron cinco testigos: cuatro sacerdotes y el secretario del juzgado municipal, ningún familiar. La boda fue oficiada por Francisco Vilà Torrent, antiguo párroco de Cadaqués y amigo personal de Dalí. La pareja llegó en un Cadillac conducido por Gala, el mismo que hoy se expone en el Teatro-Museo Dalí en Figueras con el título Coche pluvioso. Una vez concluida la ceremonia, los recién casados se dirigieron al palacio episcopal de Gerona y el banquete se celebró en el restaurante La Barca.

## Descripción
Es una iglesia de una sola nave cubierta con bóveda de cañón de lunetas, dos capillas a la izquierda con bóveda de crucería y ábside poligonal. A la derecha hay una gran escalinata que se dirige al camarín con la imagen de la Virgen, bajo una cúpula moldurada y pintada, que se visualiza desde la nave por una arco de medio punto. A los pies, junto al cancel de madera, hay la escalera que lleva al coro y a las tribunas, con balaustre, y la sala de los exvotos, al fondo. La fachada, precedida de una gran escalinata, está dividida por pilastras de tres cuerpos verticales y en el central se encuentra el portal con arquitrabe, con hornacina y una cruz en lo alto, y en la parte alta un rosetón. En el lado derecho se levanta un campanario de espadaña.

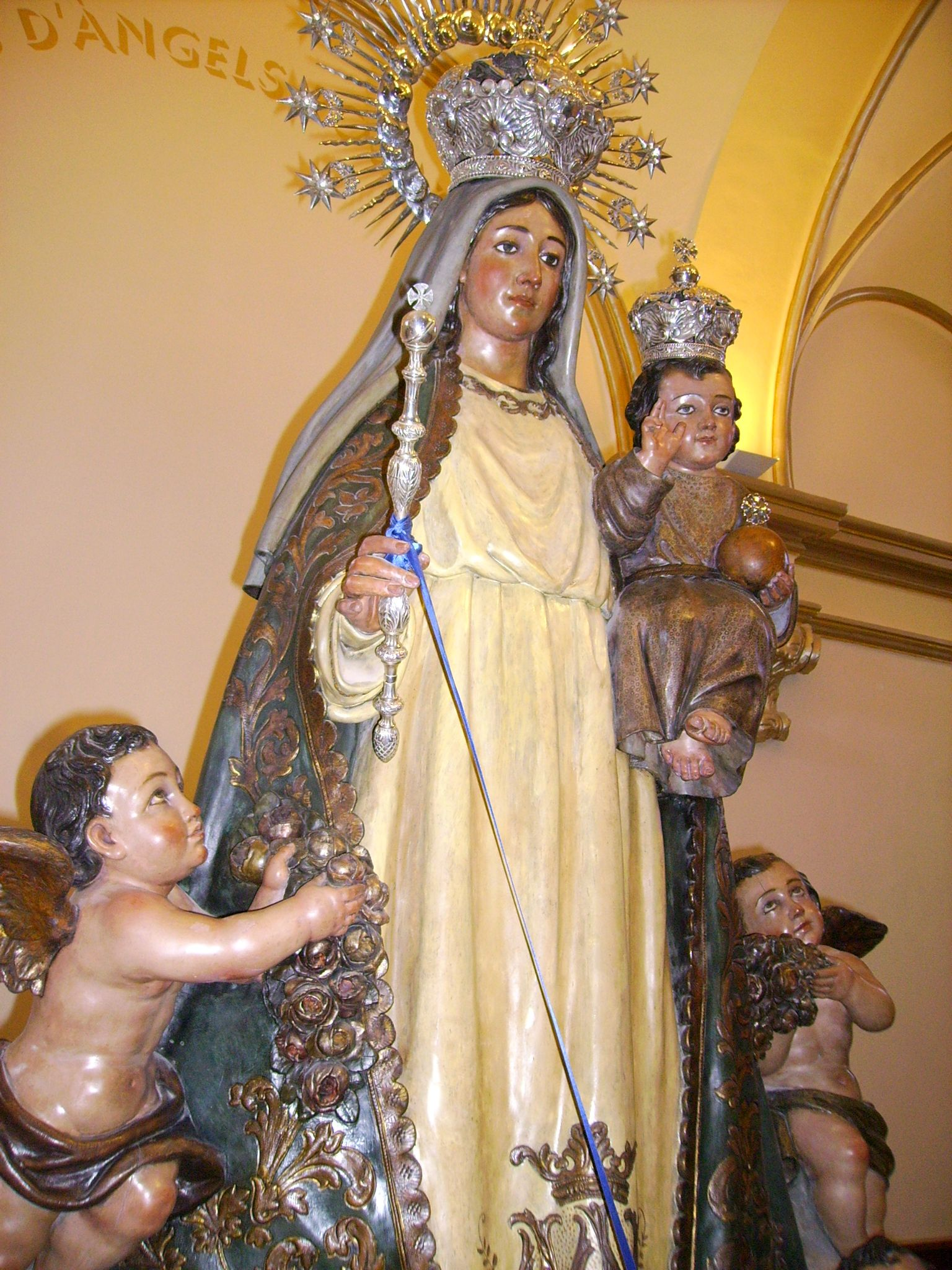
Santa María de los Ángeles

Entre los años 2005 y 2008, el santuario de los Ángeles tuvo una restauración exhaustiva, aunque la última realizada fue en 2011.

## Leyenda de la Virgen
La tradición cuenta que el santuario se construyó porque unos pastores encontraron una imagen en 1409, el que indica, pues, que la Santa María de los Ángeles es lo que se denomina una Virgen María encontrada. El hallazgo de la imagen tuvo lugar porque durante varios sábados al atardecer los vecinos de las masías veían unas luces misteriosas a la cumbre del Puig Alt o Pujols, donde hoy hay se encuentra el templo. Un día decidieron subir para averiguar qué pasaba. Sorprendidos, se dieron cuenta de que, en medio de las ruinas de una capilla, había una tela con una imagen pintada de la Virgen María con el Niño Jesús en los brazos y un ángel a cada lado. Junto con este tejido, encontraron una escultura de la Virgen María. Por eso era costumbre encender una hoguera cada sábado por la tarde con objeto de recordarlo.
La narración ya nos indica la existencia de un antiguo templo, posiblemente dedicado a María. El primitivo templo habría sido fundado por un cura llamado Esteve que fue expulsado de Jerusalén. El religioso habría huido después de la crucifixión de Jesús en compañía de san Lázaro, santa María Magdalena y santa Marta en una barca con rumbo desconocido. El mar los hizo desembarcar en Marsella, donde predicaron la buena nueva de Jesús; todos menos el mismo Esteve, a quien «el Espíritu de Dios» llevó hasta la montaña de los Ángeles, donde fundó una pequeña ermita. Otras versiones apuntan que el antiguo templo podría ser un santuario pagano dedicado a la diosa Cibeles, la diosa frigia de la fertilidad, denominada también Gran Madre, y el antiguo nombre pagano habría permanecido en el topónimo de Madremaña, municipio vecino, que aparece en los documentos medievales como Matremagna.

## Galería de imágenes

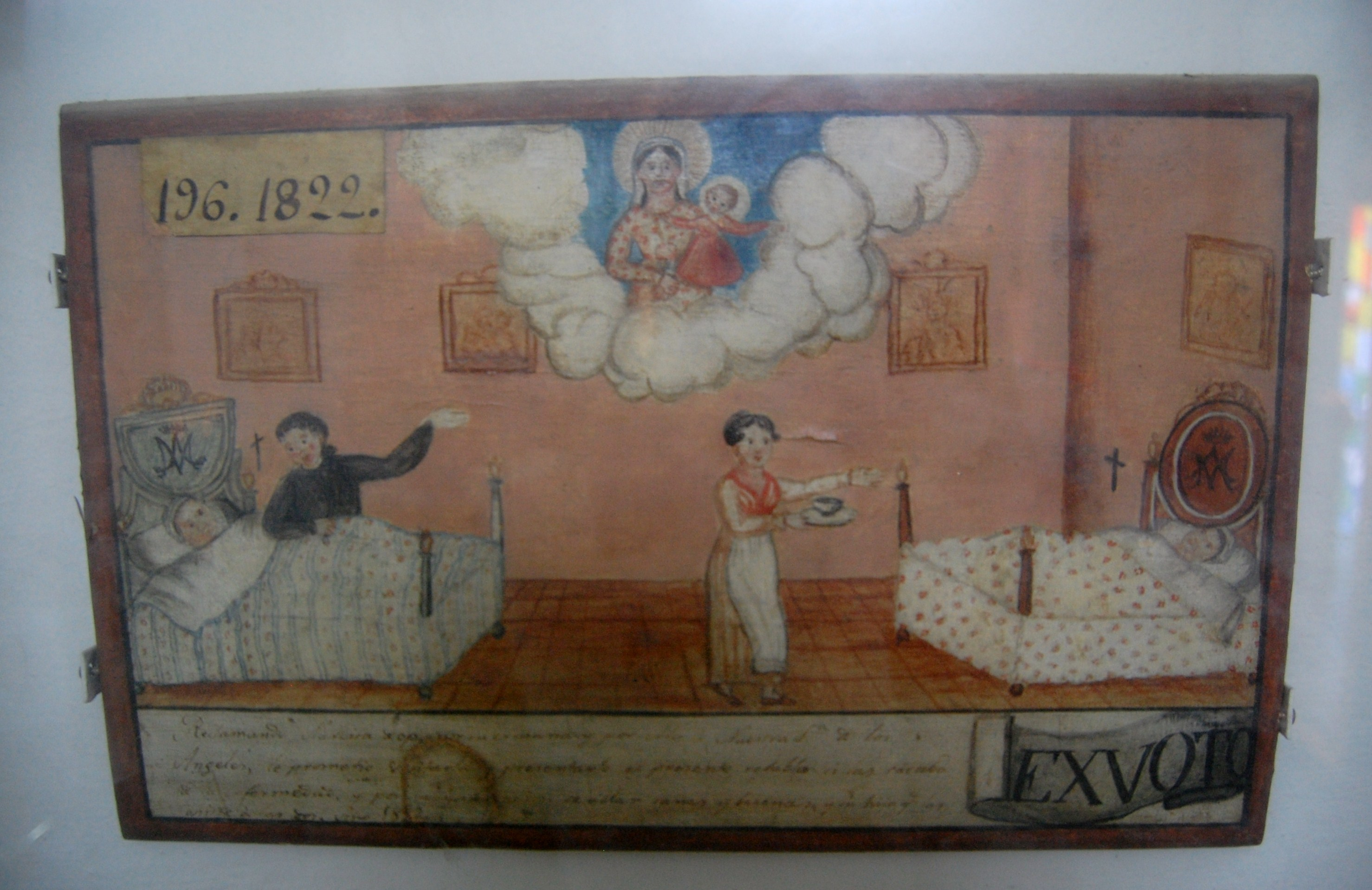
Exvoto histórico en el Santuario de los Ángeles
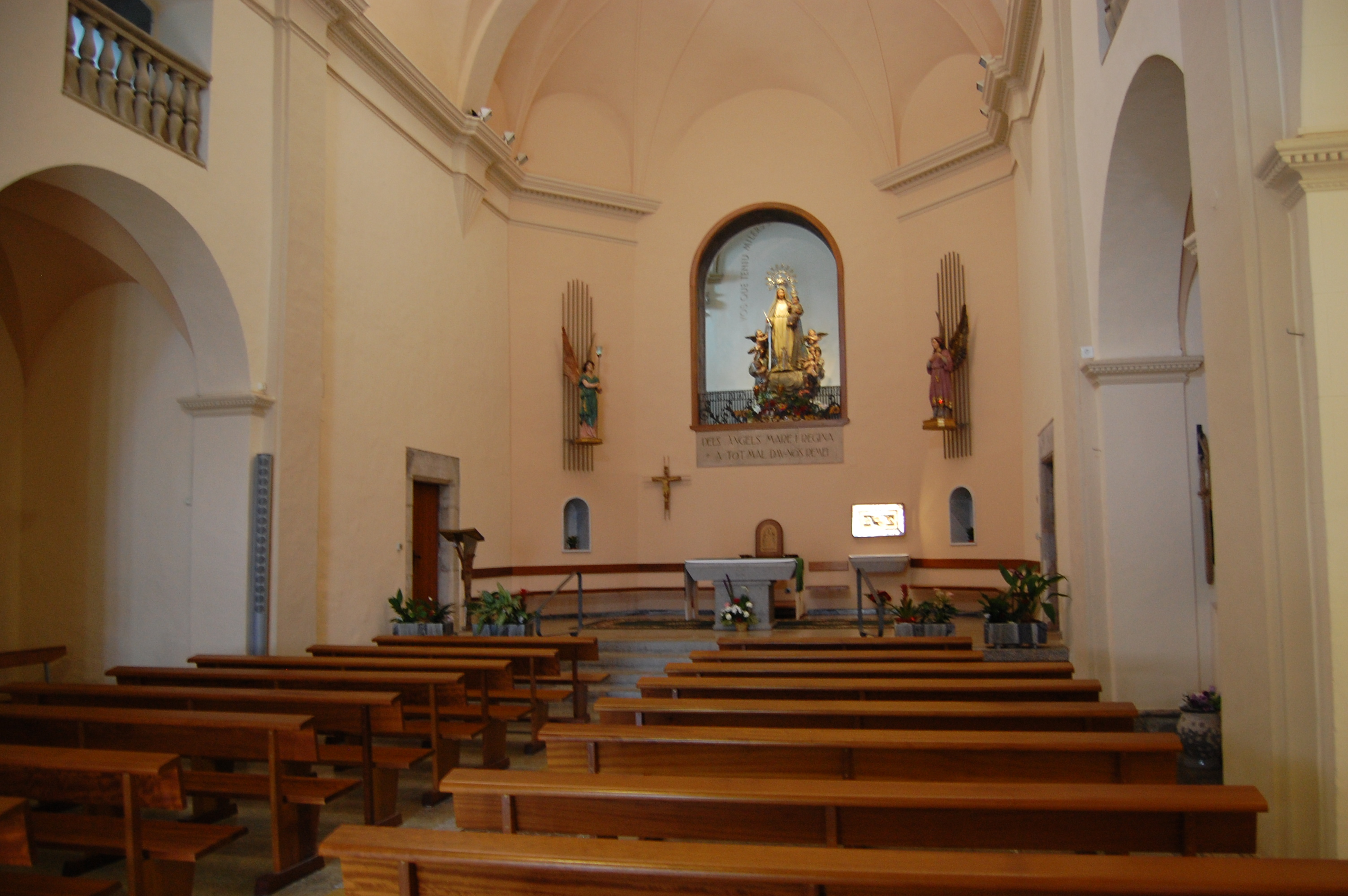
Interior del santuario
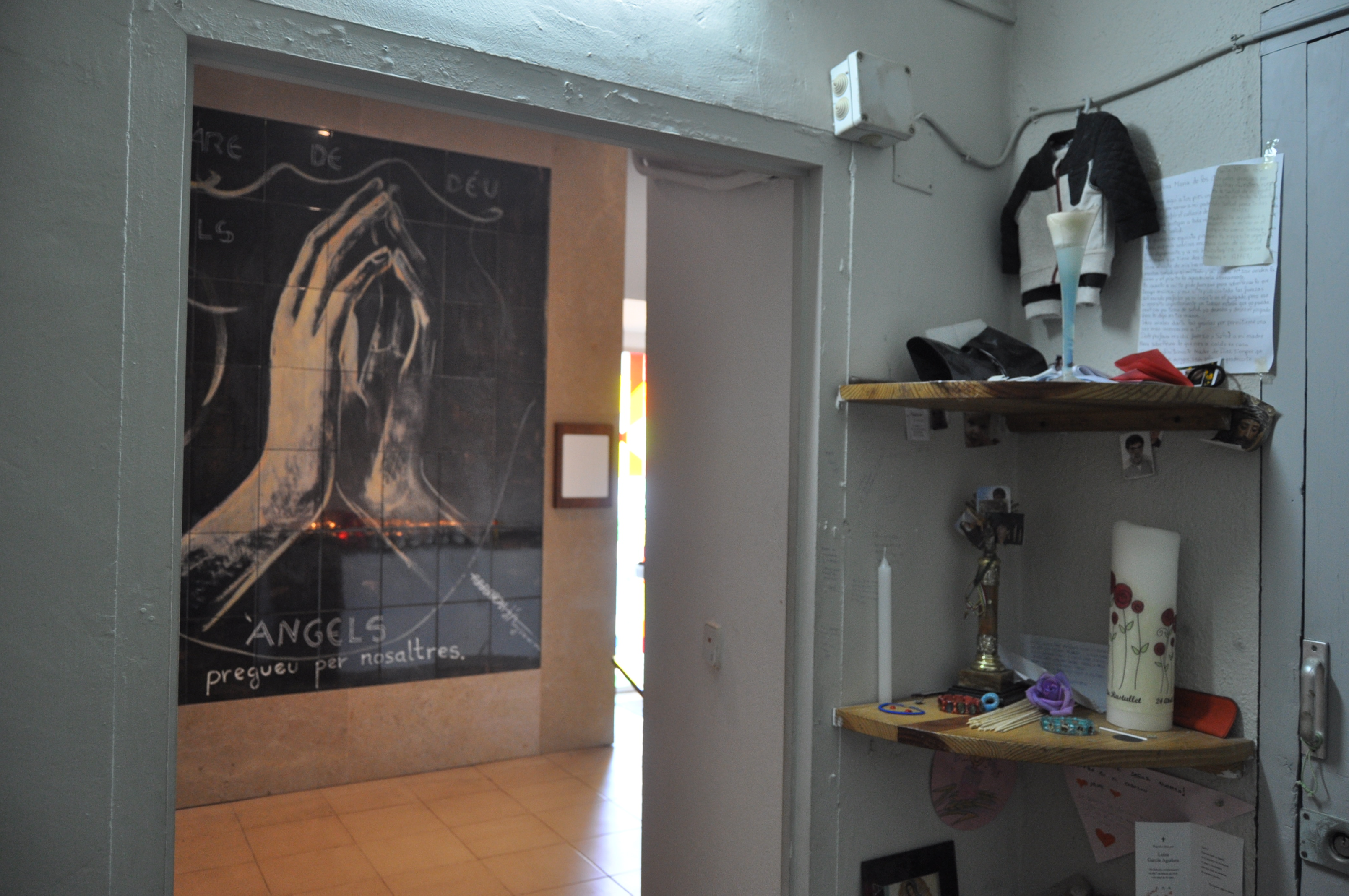
Ex-votos e imagen de Isaac de Aiguaviva
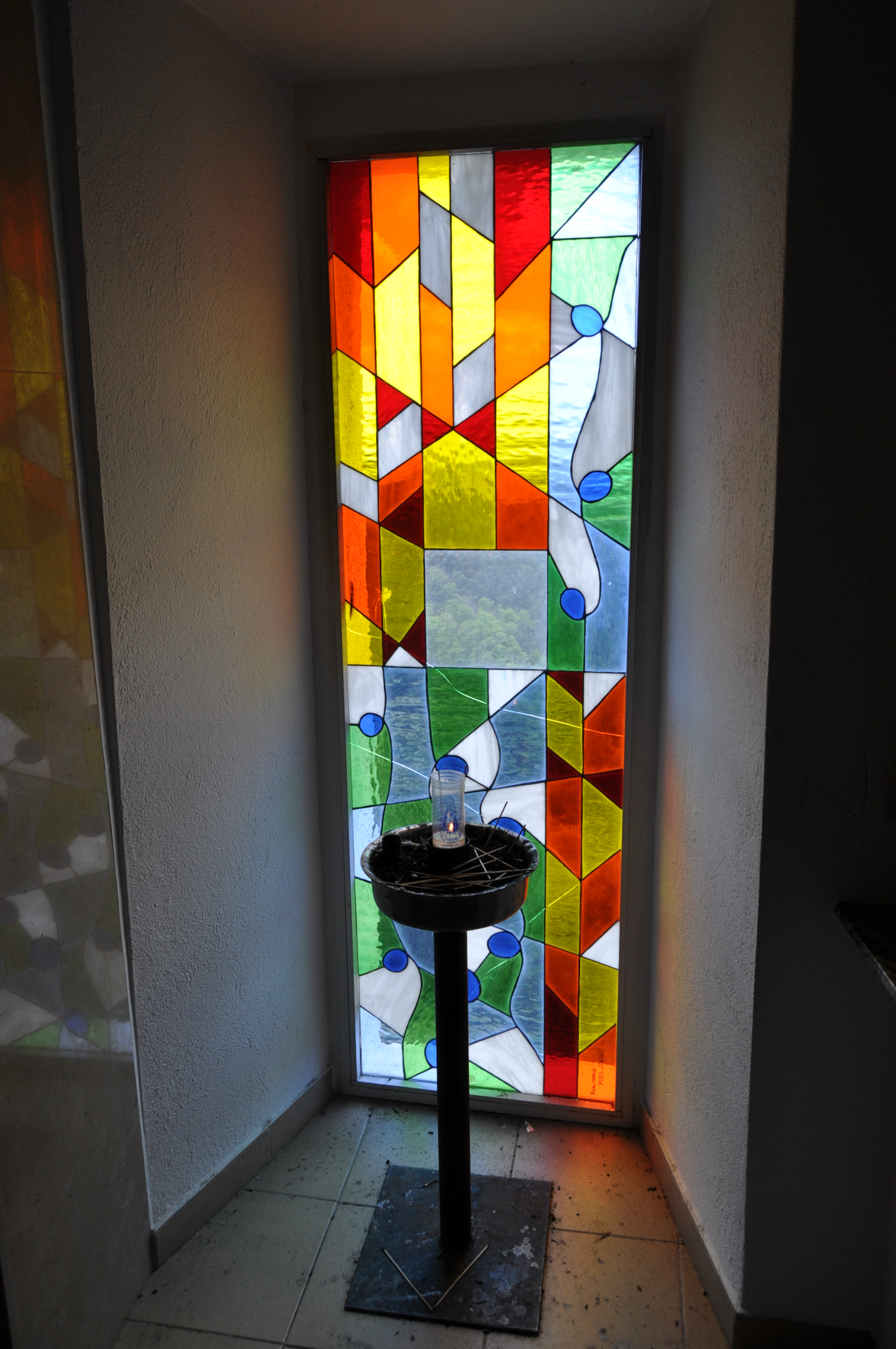
Vitral de Isaac de Aiguaviva
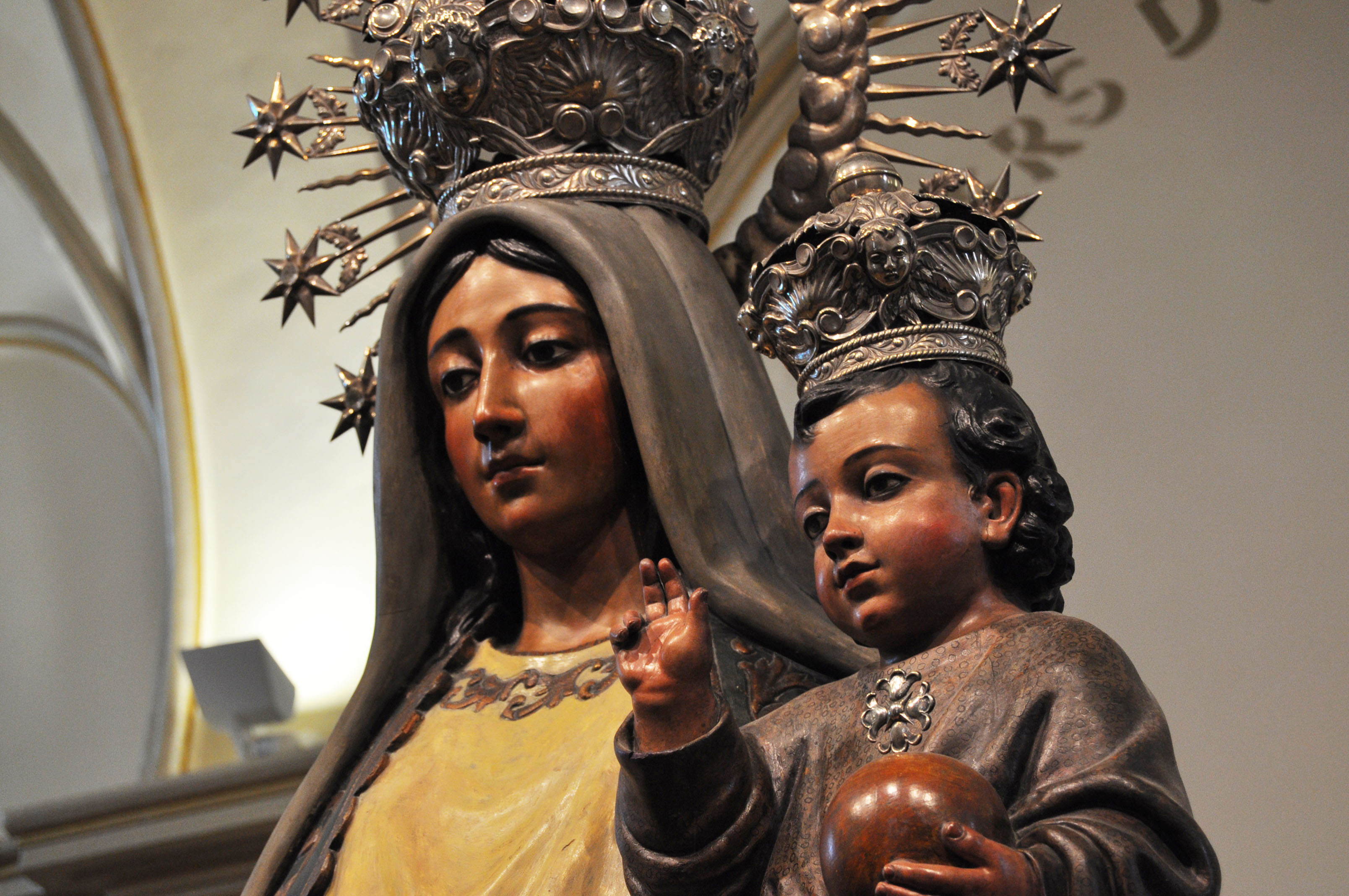
Imagen de Santa María de los Ángeles